# Batunajagar
Batunajagar is een bestuurslaag in het regentschap Humbang Hasundutan van de provincie Noord-Sumatra, Indonesië. Batunajagar telt 300 inwoners (volkstelling 2010).